# Jordan Mintsjev
Jordan Mintsjev (Sliven, 17 oktober 1998) is een Bulgaars basketballer.

## Carrière
Mintsjev startte zijn carrière in 2014 bij het Bulgaarse BK Levski Sofia waar hij twee jaar met de eerste ploeg meespeelde. Hij ging in 2016 spelen voor het Turkse Fenerbahçe maar werd de daaropvolgende drie seizoenen uitgeleend. Eerst aan KK Vršac uit Servië vanaf februari 2017 en KK MZT Skopje uit Macedonië voor het seizoen 2017/18 vanaf oktober 2017. Hij eindigde het seizoen 2017/18 bij PBK Akademik uit Bulgarije. Hij speelde daarna nog vanaf oktober 2018 voor İstanbul BB uit Turkije. Hij keerde nadien terug naar BK Levski Sofia waar hij twee seizoenen speelde.
In 2021 tekende hij bij het Hongaarse OSE Lions en speelde er een jaar. Hij keerde daarna terug naar BK Levski Sofia. Hij tekende bij het Hongaarse Atomerőmű SE voor het seizoen 2022/23 maar door een aanslepende blessure werd zijn contract al ontbonden in september 2022. Hij speelde daarna bij het Bulgaarse BK Rilski Sportist voor de rest van het seizoen 2022/23. Voor het seizoen 2023/24 tekende hij bij het Roemeense CSU Sibiu maar verliet de ploeg in november 2023 en tekende daarna voor de rest van het seizoen voor het Bulgaarse BK Balkan Botevgrad.
Voor het seizoen 2024/25 tekende hij bij de Belgische eersteklasser Spirou Charleroi.

### Nationale ploeg
Mintsjev maakte zijn debuut voor de nationale ploeg in 2017. Hij groeide hierna uit tot aanvoerder van de nationale ploeg.

## Erelijst
- Macedonisch bekerwinnaar: 2018
- Bulgaars landskampioen: 2021